# Клембув (гмина)
Клембув (пол. Klembów) — сельская гмина (волость) в Польше, входит как административная единица в Воломинский повет, Мазовецкое воеводство. Население — 8786 человек (на 2004 год).

## Демография
| Перепись                       | Всего   | Всего | Женщины | Женщины | Мужчины | Мужчины |
| ------------------------------ | ------- | ----- | ------- | ------- | ------- | ------- |
| Единицы                        | человек | %     | человек | %       | человек | %       |
| Население                      | 8786    | 100   | 4465    | 50,8    | 4321    | 49,2    |
| Плотность населения (чел./км²) | 102,4   | 102,4 | 52      | 52      | 50,4    | 50,4    |

## Сельские округа
1. Добчин
2. Каролев
3. Клембув
4. Круше
5. Кшивица
6. Липка
7. Михалув
8. Новы-Крашев
9. Острувек
10. Пеньки
11. Раштув
12. Рощеп
13. Ситки
14. Стары-Крашев
15. Тул
16. Воля-Раштовска

## Соседние гмины
1. Гмина Домбрувка
2. Гмина Посвентне
3. Гмина Радзымин
4. Гмина Тлущ
5. Гмина Воломин